# Pozzo San Nicola
Pozzo San Nicola (Pozzu Santu Nigora o Castheddu in sassarese, Puttu Santu Nigola in sardo) è una frazione del comune di Stintino situata nel territorio della Nurra, nella Sardegna nord occidentale, ad una altitudine di 35 m s.l.m.
Contava 145 abitanti al censimento del 1991  e dista 13 km da Stintino e 34 da Sassari.
Il borgo nel suo nucleo originario comprende la chiesa dedicata a san Nicola, un edificio inizialmente adibito a scuola e che attualmente ospita la guardia medica e locali dell'Ente foreste della Sardegna, spaccio alimentare e alcune abitazioni.